# 大奥 (フジテレビの時代劇)
大奥 (フジテレビの時代劇)（おおおく）では、フジテレビ系列で放送されている東映制作の時代劇シリーズを扱う。
本項で記述する主な作品は以下のとおり。
- テレビシリーズ
  - 大奥（2003年）
  - 大奥〜第一章〜（2004年）
  - 大奥〜華の乱〜（2005年）
  - 大奥（2024年）
- テレビスペシャル
  - 大奥スペシャル〜もうひとつの物語（2006年）
  - 大奥「第一部〜最凶の女〜」/「第二部〜悲劇の姉妹〜」（2016年）
  - 大奥 最終章（2019年）

## 2003年版
2003年6月3日から8月19日まで放送。毎週火曜日19:59 - 20:54 (JST) の「火曜時代劇」枠で放送された『スーパー時代劇シリーズ』として製作。このシリーズでは時代劇の出演が少ない俳優陣が多く起用されており、この作品でも菅野美穂・浅野ゆう子・池脇千鶴が主演を担当した。
第一部（第1 - 4話）は篤子と瀧山の確執、第二部（第5 - 10話）は和宮と実成院の嫁姑バトルを軸に物語が構成され、池脇千鶴が演じる町人出身の女中「まる」が語り手を務めた。
作中ではコメディリリーフとして鷲尾真知子・山口香緒里・久保田磨希の奥女中トリオが登場し、特に久保田が演じる浦尾の台詞である「美味でございます〜」が人気を博した。この3名は同局のドラマ『踊る大捜査線』に因んで『大奥スリーアミーゴス』と名付けられ、舞台版を含めたシリーズに一貫して登場している。
また、1968年版及び1983年版に出演（兼ナレーター）した岸田今日子が第9話にゲスト出演している。（役柄は1983年版と同じ御祐筆の役。終盤の日記をつけるシーンではナレーションも担当し、1983年版のオマージュがなされた。）
最終話（第11話）の翌週には、全11話の総集編と最終回の後日談を描いた新撮パートによる特別編として『明治篇』が放送された。
2004年3月26日には『大奥スペシャル〜幕末の女たち〜』が放送された。なお同作では、連ドラ版第一部を脚色した内容となっており、映像を一部流用した以外は新撮がほとんどをしめている。だが連ドラ版で全話出演及びナレーターを務めた池脇千鶴演じる「まる」が登場せず、星野真里演じる薩摩出身の女中「雪江」や鈴木砂羽演じる中臈「近江」、佳那晃子演じる家定生母「本寿院」などが登場し、連ドラ第一部のパラレルワールドのようになっている。

### あらすじ
安政3年、薩摩藩士・島津忠剛の娘・敬子（すみこ）は、相思相愛である若き薩摩武士・東郷克顕との婚姻を夢見て、幸せに暮らしていた。しかし薩摩藩主・島津斉彬の政略により、時の13代将軍・徳川家定に輿入れることになる。克顕との仲を引き裂かれた敬子は、江戸へ向かう日、克顕の前で自害を図ろうとするが、克顕は斉彬から拝領した短刀を敬子に渡して「これを守り刀として生き延びよ」「いつか、おはんを救い出してみせる」と強く説得して思い止まらせる。
やがて敬子は名を「篤子（とくこ）」と改めて、家定の御台所（正室）として江戸城大奥へ入る。大奥総取締・瀧山の指南のもと、篤子は大奥の様々なしきたりを強いられるが、その堅苦しい作法の数々や、大奥の贅沢さに馴染むことが出来ずに孤立。瀧山とも対立関係になっていく。そんな中、薬種問屋の娘で、下働きの御末として大奥で働き始めたまると出会った篤子は、まるの屈託のなさに惹かれて「味方になってほしい」と頼み、まるを自分付きの御小姓とする。克顕が救い出してくれる日を夢見て、懸命に大奥での暮らしに耐える篤子に、やがて家定との初の夜伽の日がやって来る…。
時は流れて、紀州家の徳川慶福がその名を「家茂」と改めて14代将軍に就任。大奥へは家茂の母・実成院が将軍生母として入って来る。家定亡き後、落飾して「天璋院」と称された篤子は江戸城の西の丸へ移り、瀧山も大奥総取締の代理を初島に託して、公の場から身を引く。まるは御中臈に格上げされ、下の女中たちを指導する立場になるが、実成院の我が儘勝手な振る舞いに、他の奥女中たちと共に手を焼いていた。そんな中「公武合体」政策により、天皇家の皇女・和宮（かずのみや）が家茂の御台所として輿入れることが決定する。しかし初島が京から持ち帰った、和宮の「五ヶ条の条件」の内容を聞いた実成院は憤慨。急遽、将軍の寝間の手解きをする「御内証の方」を吹き矢で選ぶと宣言する。吹き矢での選定により、御中臈のおそのが御内証に選ばれるが、おそのは許嫁との祝言を挙げる為に里帰りを控えていた女中であったことから、まるが御内証の身代わりになると実成院に申し出るが…。

### キャスト（2003年版）
リンクのない人物は架空。☆は『明治篇』の新撮パートに出演。★は『大奥スペシャル～幕末の女たち～』に出演。
主要人物
- 天璋院篤子（島津敬子）（家定正室）：菅野美穂☆★[4]（第1 - 4・最終話・明治篇）
- 瀧山（おゆう）（大奥総取締）：浅野ゆう子☆★[4]（第1 - 4・6 - 8・10話 - 明治篇）
- まる（篤子付小姓のち和宮付中臈）：池脇千鶴☆[4]
- 和宮（天皇皇女、家茂正室）：安達祐実（第4話 - 明治篇）
- 東郷克顕（薩摩藩士、篤子の恋人）：原田龍二★[4]（第1 - 4・最終話・明治篇）
- 徳川家定（第13代将軍）：北村一輝★[4]（第1 - 4話・明治篇）
- 徳川家茂（第14代将軍）：葛山信吾[4]（第1・4 - 10話・明治篇）
- 今岡真之介（医師見習い）：岡田義徳☆[4]（第9話は登場せず）
- 実成院（家茂生母）：野際陽子★[4]（第1・4 - 8・10話 - 明治篇）

各話複数出演
- 葛岡（仲居頭のち実成院付中臈）：鷲尾真知子☆★[4]
- 初島（瀧山付中臈）：木村多江☆★[4]（第1 - 8話・明治篇）
- 吉野（仲居のち初島付中臈）：山口香緒里☆★[4]
- 浦尾（仲居のち初島付中臈）：久保田磨希☆★[4]
- 藤波（篤子のち実成院付中臈）：小松みゆき★[4]
- 雲井（篤子付部屋方のち実成院付中臈）：片桐華子
- 松江（和宮付女官）：栗田よう子（第5話 - 明治篇）
- 喜兵衛（まるの父）：青野敏行（第1 - 4・8・10・最終話）
- きく（まるの母）：紅萬子[4]（第1 - 4・8・10・最終話）
- 堀田良庵（医者）：山田明郷★（第3 - 8・10話・明治篇）

第1部（第1話 - 第4話）
- 島津斉彬（薩摩藩主）：本田博太郎★[4]（第1 - 3話・明治篇）
- 島津忠剛（篤子の父）：森下哲夫[4]（第1話）
- 島田屋女将（呉服屋）：山田スミ子（第1 - 4話）
- 阿部正弘（老中）：五王四郎（第2話）
- 井伊直弼（大老）：窪田弘和（第3・4話）

第2部（第5話 - 最終話）
- おその（奥女中のち家茂御内証）：水川あさみ（第5・6話）
- 勧行院（和宮生母）：岡まゆみ（第5話）
- 有栖川宮熾仁親王（皇族、和宮の元婚約者）：田窪一世（第5話）
- 能登（和宮付女官）：上田こずえ（第5 - 7話・明治篇）
- 綾小路（和宮付女官）：石井亜可里（第5 - 7話・明治篇）
- 生島庄五郎（歌舞伎役者）：山口馬木也（第6・7話）
- 柳丈（僧侶）：北村一輝（第7・8・10話）
- 璃玖（呉服の間）：松尾れい子（第9話）
- 村瀬（御祐筆）：岸田今日子（第9話）
- 涼波：（〃）佐藤友紀（第9話）
- 徳川家慶（第12代将軍）：高橋弘志（第9話）
- 徳川綱吉（第5代将軍）：峰蘭太郎（第9話）
- 鷹司信子（綱吉正室）：佐藤綾（第9話）
- 徳川慶喜（第15代将軍）：山崎銀之丞（第10・11話）
- 桐野利秋（薩摩藩士）：木下ほうか（第11話）
- 松仙（戦傷をした真之介を治療をした医者）：まるむし商店 磯部公彦（第11話）

スペシャル版
- 徳川家祥（後の第13代将軍）：北村一輝
- おみさ（後の第14代将軍生母）：野際陽子
- 雪江（篤子の幼なじみ、篤子付中臈）：星野真里
- 近江（篤子付中臈）：鈴木砂羽
- 徳川家慶（第12代将軍、家定の父）：大杉漣
- お美津の方（本寿院）（家定の生母）：佳那晃子
- 姉小路（第12代将軍時代の大奥総取締）：とよた真帆
- おゆう（瀧山の少女時代）：石田未来
- 徳川慶福（紀州藩主、後の第14代将軍）：神木隆之介
- 矢口松之介（毒見係）：金子貴俊
- 堀田正睦（老中）：鶴田忍
- ナレーション：池田昌子

### スタッフ（2003年版）
出典：
- 脚本 - 浅野妙子、十川誠志、冨岡淳広
- 音楽 - 石田勝範 オリジナルサウンドトラック（SME Records）
- 主題歌 - kazami「I Say a Little Prayer」（SME Records）
- 選曲 - 小西善行
- 音響効果 - 石井和之
- 助監督 - 葉山浩樹
- 技術協力 - バスク
- 演出 - 林徹、佐藤祐市、山下智彦、長岡鉦司
- プロデューサー - 保原賢一郎、手塚治
  - プロデュース補 - 見戸夏美、小野川隆

### 受賞
- 第38回ザテレビジョンドラマアカデミー賞[5]
  - 主演女優賞（天璋院篤子役：菅野美穂）

### 放送日程

#### 連続ドラマ（2003年版）
| 部                                                         | 各話   | 放送日        | サブタイトル                                                               | 視聴率 |
| ---------------------------------------------------------- | ------ | ------------- | -------------------------------------------------------------------------- | ------ |
| 第一部                                                     | 第1話  | 2003年6月03日 | 将軍の女たち〜運命の出逢い〜                                               | 16.7%  |
| 第一部                                                     | 第2話  | 6月10日       | 狙われた姫君〜寝所に潜む陰謀〜                                             | 14.8%  |
| 第一部                                                     | 第3話  | 6月17日       | 江戸城燃ゆ！〜紅蓮の炎に見た奇跡〜                                         | 14.3%  |
| 第一部                                                     | 第4話  | 6月24日       | 将軍死す！〜女たち最後の決断〜                                             | 14.2%  |
| 第二部                                                     | 第5話  | 7月01日       | 京から来た姫君                                                             | 10.3%  |
| 第二部                                                     | 第6話  | 7月08日       | 嵐の予感〜あの女が帰って来る〜                                             | 13.2%  |
| 第二部                                                     | 第7話  | 7月15日       | 禁断の恋〜満たされない女たち…〜                                            | 14.8%  |
| 第二部                                                     | 第8話  | 7月22日       | 束の間の夫婦〜夫婦に忍び寄る離別のとき〜                                   | 15.1%  |
| 第二部                                                     | 第9話  | 7月29日       | 特別篇・怪談凶事を呼ぶ黒紋付の霊〜あかずの間に染み付いた女たちの悲しき涙〜 | 13.7%  |
| 第二部                                                     | 第10話 | 8月05日       | 上様ご出陣！二度と鳴らない鈴…                                              | 13.9%  |
| 第二部                                                     | 最終話 | 8月19日       | 将軍の女たち〜旅立ちの時〜                                                 | 15.4%  |
| 平均視聴率 14.5%（視聴率は関東地区・ビデオリサーチ社調べ） |        |               |                                                                            |        |

#### 特別編
| 放送日       | サブタイトル                      | 脚本     | 演出 | 視聴率 |
| ------------ | --------------------------------- | -------- | ---- | ------ |
| 2003年9月2日 | 明治篇 女たちの新時代・新しい生命 | 浅野妙子 | 林徹 | 17.3%  |

#### スペシャル（2003年版）
| 放送日        | サブタイトル                   | 脚本     | 演出 | 視聴率 |
| ------------- | ------------------------------ | -------- | ---- | ------ |
| 2004年3月26日 | 大奥スペシャル〜幕末の女たち〜 | 浅野妙子 | 林徹 | 17.3%  |

SP版は金曜日21:00 - 23:12の時間で「金曜エンタテイメント 10周年特別企画」として放送された。

## 2004年版『大奥〜第一章〜』
2004年10月7日から12月16日まで放送。「木曜劇場」の枠で放送される初の時代劇で、主演は松下由樹。他に高島礼子、瀬戸朝香ら。誕生間もない大奥が後の女の戦場となる過程を描いているため、前作ほどのドロドロ感はなく、いかにもエピソード1ものといった、後の話の伏線となる箇所が随所に散りばめられている。
第1部（第1 - 4話）はおふくとお江与、第2部（第5 - 11話）は春日局（おふく改め）とお万を軸に物語が展開する。終盤、後の5代将軍綱吉の本当の生母はお万であったが、故あってお玉（桂昌院）が生んだ子として育てられるという、衝撃的な結末が用意されている。
2005年4月8日に2時間半スペシャルとして、最終回の八年後を描いた後日談と、連ドラの間で描かれなかったエピソードを回想形式で描く『大奥〜第一章〜 桜散る』が放送された。

### あらすじ
寛永16年、時は江戸幕府3代将軍・徳川家光の天下。江戸城大奥では、家光の乳母・春日局が初の「総取締」として、大奥法度を定め、1000人もの奥女中たちを統括していた。そんな春日局の悩みの種は、家光と御台所（正室）・孝子の夫婦仲が芳しくなく、未だに世継ぎが誕生しないことであった。ある日、若い奥女中のお玉は、御年寄の朝比奈に春日局の生い立ちについて訊ねる。朝比奈は「あのお方のご権勢の裏には、並ならぬご不幸とご苦難がある」と、春日局の過去を語ってゆく。
35年前。春日局こと「おふく」は、稲葉正成の妻として美濃で暮らしていた。正成との間に千熊、七之丞、常磐丸の男児を儲けていたが、正成は主君・小早川秀秋の急死後は浪人となっていた為、一家は貧しい生活を強いられていた。懸命に夫や子供たちを支えるおふくであったが、父・斎藤利三が「本能寺の変」で織田信長を討った明智光秀の重臣であったことから、逆賊の娘として過ごしてきた辛い過去があり、正成の妾であるともえからも「負け犬」と罵られていた。そんなある晩、正成が客として招いた男たちが実は夜盗であり、おふくは我が身を守るために夜盗の男を刺し殺してしまう。また、日々恨みに思っていた妾のともえまでをも、その場で殺めてしまうのだった。正成は「評判に関わる」としておふくと離縁。おふくは泣く泣く幼い子供たちを置いて家を出る。子供たちはおふくを追い駆けて来るが、おふくは強い言葉で子供たちを追い返し、1人旅立っていく。やがておふくは、母と逃亡生活を送っていた幼少の頃、匿ってくれた京の公家・三条西家に一旦身を寄せる。おふくは決して負け犬のままでは終わらないと、置いてきた我が子たちに誓うのであった。一方江戸城では、2代将軍・秀忠の御台所であるお江与（えよ）が臨月を迎え、大御所・徳川家康の命令によって、生まれてくる子供の乳母が公募される。ちょうど職を探していたおふくは、三条西家に推薦状を書いてもらい応募する。人選役の阿茶局（家康の側室）の評定、そして二条城での家康との対面を経て、おふくは正式に乳母に採用される。しかし子供の生母であるお江与は、乳母に預けず、自分の手で子供を育てたいと考えていた。
やがてお江与は初の男児である「竹千代（後の家光）」を出産するが、生まれて早々におふくの手に預けられてしまう。おふくが竹千代をいつまでも守っていこうと決意する一方で、お江与は子供を奪われた悲しみからおふくに恨みを募らせるようになる。そんなお江与はやがて2男・国松を出産し、自分の手元で育て始める。国松を溺愛し、次期将軍にと目論むお江与と、竹千代を将軍にと願うおふくとの間で、壮絶な世継ぎ争いが繰り広げられていく…。
それから時は流れ、3代将軍となった（竹千代改め）家光は、京への上洛の折に伊勢にある尼寺・慶光院の美しき尼君（後のお万の方）に心奪われていた。一方江戸城の大奥では、おふく改め春日局が、総取締として絶大な権力を振るっていたが、家光が側室を持たず、なかなか世継ぎが誕生しないことに頭を痛めていた。そんな中、春日局は御中臈の飛鳥井から、家光が慶光院の新院主のお披露目式の様子を長らく眺めていたことを聞かされる。やがて、跡目相続の挨拶のために件の慶光院の尼君が、見習いのお玉や尼僧たちと共に江戸城にやって来る。尼君の美貌と、御簾越しに彼女を眺める家光の様子から、春日局は家光が尼君に心惹かれていることを知る。そしてその夜、尼君たちがいる拝領屋敷へやって来た春日局は、還俗して家光の側室になるように命じる。嫌がる尼君を無理やり城へ連れ帰った春日局は、髪が伸びるまでの間、尼君を座敷牢に閉じ込める。そんな尼君の身を案じたお玉は、尼君を救い出すべく大奥の女中になりたいと春日局に直談判し、下働きの御末として働き始めるが…。

### キャスト（2004年版）
リンクのない人物は架空。★は『大奥〜第一章〜 桜散る』にも出演。
主要人物
- 春日局（おふく）（明智光秀家臣娘・家光乳母→大奥総取締）：松下由樹★[2]
- お江与（秀忠正室、家光生母）：高島礼子★[2]（第1 - 4・9・最終話）
- お万（慶光院）（慶光院院主→家光側室、のちの大奥総取締）：瀬戸朝香★[2]（第1・5 - 最終話）
- 徳川家光（第3代将軍）：西島秀俊★[2]（第1・3 - 最終話）
- お玉（お万付女中→家光側室、第5代将軍綱吉生母）、ナレーション（第1 - 10話）：星野真里★[2]（第1・5 - 最終話）
- 孝子（家光正室）：木村多江★[2]（第1・4 - 最終話）
- お楽（おらん）（家光側室、第4代将軍家綱生母）：京野ことみ★[2]（第6 - 最終話）
- お夏（家光側室、綱重生母、第6代将軍家宣祖母）：野波麻帆★[2]（第7 - 最終話）
- 徳川秀忠（第2代将軍）：渡辺いっけい★[2]（第1 - 4話）
- 朝比奈（御年寄）、ナレーション（最終話・スペシャル）：梶芽衣子★[2]（第2・5・9話は登場せず）

各話複数登場
- 葛岡（奥女中）：鷲尾真知子★
- 吉野（〃）：山口香緒里★
- 浦尾（〃）:久保田磨希★
- 村雨（お江与付奥女中→春日局付中臈）：小松みゆき★（第7・8話は登場せず）
- 飛鳥井（春日局付中臈）：かとうあつき★（第6 - 10話）

第1部（第1話 - 第4話）
- 稲葉正成（おふくの元夫）：神保悟志（第1 - 3話）
- お安（おふくの母）：三星登史子（第1話）
- おふく（少女時代）：山田夏海（第1話）
- 斎藤利三（おふくの父、明智光秀重臣）：福本清三（第1話）
- おふくの姉：渡辺万也（第1話）
- 千熊（おふくの長男、後の稲葉正勝）：田中碧海（第1話）
- 稲葉正勝（おふくの長男）：上條誠（第2・3話）→榊英雄（第3・4話）
- 七之丞（おふくの次男）：上田雄大（第1話）
- 稲葉正利（おふくの三男）：小阪風真（第3話）→杉崎政宏（第3・4話）
- ともえ（正成の側室）：ひふみかおり（第1話）
- 板倉伊賀守勝重（京都所司代）：峰蘭太郎（第1話）
- 青山忠俊（老中）：柴田善行（第2・3話）
- 三条西実条（朝廷）：伊藤正之★（第1話）
- 盗賊：北村一輝（第1話）
- 竹千代（のちの第3代将軍・徳川家光）：須賀健太★（第2 - 4話）
- 国松（のちの徳川忠長、竹千代の弟）：長島弘宜★（第2 - 4話）
- 徳川忠長（家光の弟）：浜田学（第3・4話）
- お静（秀忠側室）：雛形あきこ（第3話）
- 阿茶局（家康側室）：宇津宮雅代（第1・3話）
- 徳川家康（初代将軍）：藤田まこと[2]（第1・3話）

第2部（第5話 - 最終話）
- 半井隼人（家光家来）：金子昇（第5 - 9話）
- おゆき（隼人の姉）：遠山景織子（第5 - 8話）
- 岡田淡路守：木下ほうか（第5・6話）
- おとみ（お楽の叔母）：紅萬子★（第7・8話）
- おきよ（お楽の母）：前川恵美子★（第7・8話）
- 清一郎（お楽の兄）：出光秀一郎★（第7・8話）
- 宗兵衛（恵比寿屋・お楽の元恋人）：永山たかし★（第7・9話）
- 正雲（医者）：山田明郷★（第8 - 11話）
- おりさ（家光側室）：末永遥★（第9 - 11話）
- 速見（家光付側用人）：本宮泰風（第9・10話）

スペシャル版
- 徳松（のちの第5代将軍・徳川綱吉。家光三男）：須賀健太（二役）
- 南小路時靖（武家伝奏）：賀集利樹
- お登世（祭りの客）：川俣しのぶ
- 老中（豊後守）：市川勇
- 側近（徳川秀忠付）：増田由紀夫
- 家綱（のちの第4代将軍・徳川家綱。家光長男）：笠原織人
- 長松（のちの甲府藩主・徳川綱重。家光次男）：山田健太
- 後水尾天皇（第108代天皇、家光・忠長の兄妹・和子の夫）：柴田善行

※ 第9話にウド鈴木が徳川家光の家来としてカメオ出演している。

### スタッフ（2004年版）
- 企画 - 保原賢一郎
- 脚本 - 浅野妙子
- 主題歌 - サザンオールスターズ「愛と欲望の日々」（タイシタレーベル）
- 演出 - 山下智彦、武内英樹、長岡鉦司
- プロデュース・演出 - 林徹
- 制作 - フジテレビ、東映[2]

### 放送日程

#### 連続ドラマ（2004年版）
- 初回と最終回は15分拡大。

| 部                                                         | 各話   | 放送日        | サブタイトル                                 | 脚本     | 演出     | 視聴率 |
| ---------------------------------------------------------- | ------ | ------------- | -------------------------------------------- | -------- | -------- | ------ |
| 第一部                                                     | 第1話  | 2004年10月7日 | 負け犬からの脱却                             | 浅野妙子 | 林徹     | 16.6%  |
| 第一部                                                     | 第2話  | 10月14日      | 捨てられた若君〜愛に飢えた者たちの悲壮な決意 | 浅野妙子 | 林徹     | 16.3%  |
| 第一部                                                     | 第3話  | 10月21日      | 命がけの密事                                 | 浅野妙子 | 山下智彦 | 19.1%  |
| 第一部                                                     | 第4話  | 10月28日      | 母上の死                                     | 浅野妙子 | 武内英樹 | 16.6%  |
| 第二部                                                     | 第5話  | 11月04日      | 囚われた尼君                                 | 浅野妙子 | 林徹     | 19.4%  |
| 第二部                                                     | 第6話  | 11月11日      | 覚悟の夜                                     | 浅野妙子 | 林徹     | 17.6%  |
| 第二部                                                     | 第7話  | 11月18日      | 新たな側室                                   | 浅野妙子 | 長岡鉦司 | 15.2%  |
| 第二部                                                     | 第8話  | 11月25日      | 将軍倒れる                                   | 浅野妙子 | 武内英樹 | 17.8%  |
| 第二部                                                     | 第9話  | 12月02日      | 非業の死                                     | 浅野妙子 | 林徹     | 18.2%  |
| 第二部                                                     | 第10話 | 12月09日      | 許されざる生命                               | 浅野妙子 | 林徹     | 15.8%  |
| 第二部                                                     | 最終話 | 12月16日      | 命果つるとも                                 | 浅野妙子 | 林徹     | 20.3%  |
| 平均視聴率 17.6%（視聴率は関東地区・ビデオリサーチ社調べ） |        |               |                                              |          |          |        |

#### スペシャル（2004年版）
| 放送日       | サブタイトル | 脚本     | 演出 | 視聴率 |
| ------------ | ------------ | -------- | ---- | ------ |
| 2005年4月8日 | 桜散る       | 浅野妙子 | 林徹 | 17.5%  |

## 2005年版『大奥〜華の乱〜』
2005年10月13日から12月22日まで放送。前作に引き続き、木曜劇場枠での放映となった。主演は内山理名。他に出演は藤原紀香、小池栄子、高岡早紀、江波杏子ら。
大奥の最盛期でもある元禄期を扱ったこともあり、前作『第一章』の時代（三代将軍徳川家光と春日局の時代）からあまり月日が流れていないのにもかかわらず、前々作（2003年版）以上に女性同士のドロドロした修羅場や駆け引きが随所に散りばめられた。
実在はしたものの、大奥に入ったという史料のない牧野安（「安子」は『三王外記』での呼称）を主役に置き、側用人柳沢吉保が将軍綱吉を恨んで殺意を抱いていたとするなど、史実から離れた様々な脚色が行われた。また、当時の俗説（徳川綱吉の死から幾ばくも経たぬうちに正室信子も後を追うように死んだため、「実は信子は綱吉と無理心中を謀ったのではないか」という説、柳沢吉保の子・吉里が綱吉の落胤とする疑惑）の取り込みもなされている。なお、本作では前作『第一章』の綱吉の本当の生母はお万という設定は引き継いでいない。
- 平均視聴率は15.6%。11月24日放送は、3夜連続特別ドラマ『女の一代記』シリーズ「瀬戸内寂聴〜出家とは生きながら死ぬこと」放送のため休止した。それにより生じたブランクのためか、徐々に上昇していた視聴率が一時伸び悩んでいる。
- このシリーズでは、奥女中トリオは微妙に名前を変えて登場している（葛岡→葛原、吉野→美吉野、浦尾→秀尾）。
- 前作、前々作で中臈を演じた小松みゆきは、スケジュールの調整が合わず本作では出演していない（以降に制作された2006年の映画版及びスペシャルドラマ、2007年及び2011年の舞台版、2016年のスペシャルドラマ、2019年のスペシャルドラマでは復帰している）。[6]
- お笑い番組『めちゃ²イケてるッ!』でパロディ「山奥〜豚の乱〜」が放送されたり、『新春かくし芸大会』でフジテレビの女子アナが大奥の舞台設定の上で芸を披露するなど、パロディ企画も多く製作された。また、ドラマ出演者が『めちゃイケ』のフジテレビ警察に出演し、上様役の谷原章介を「芸人憐れみの令」で逮捕している。保釈金の領収書の宛名を「上様」とするオチまでついた。その際、藤原紀香は「ここにいる女性陣は全員上様にイカれている」と本人のキャラクターから想像できない発言をして笑いをさらった。
- 当ドラマから2014年10月期の『信長協奏曲』が放送されるまで、フジテレビ系列で放送されていた連続時代劇は途絶えていた。

2005年12月30日に「金曜エンタテイメント」でスペシャル『大奥〜華の乱〜 悲恋の果てに』が放映され、綱吉が館林藩主だったころのエピソードが描かれた。

### キャスト（2005年版）
リンクのない人物は架空。★は『大奥〜華の乱〜 悲恋の果てに』にも出演。
主要人物
- 安子（綱吉側室、牧野成貞の娘）：内山理名★
- 徳川綱吉（第5代将軍）：谷原章介★[3]
- お伝（綱吉側室）：小池栄子★[3]
- 右衛門佐（常盤井の局）（信子付上臈御年寄のちの大奥総取締）：高岡早紀[3]（第1・3 - 最終話）
- 柳沢吉保（綱吉側用人）：北村一輝★[3]
- 大典侍（綱吉側室）：中山忍（第1・6 - 最終話）
- 染子（吉保側室、のちに綱吉側室）：貫地谷しほり
- 音羽（桂昌院付中臈）・ナレーション：余貴美子★
- 桂昌院（家光側室、綱吉生母）：江波杏子★（最終話は登場せず）
- 信子（綱吉正室）：藤原紀香★[3]

その他
- 葛原（奥女中）：鷲尾真知子
- 美吉野（〃）：山口香緒里
- 秀尾（〃）：久保田磨希
- 小山（安子付中臈）：かとうあつき
- 萩乃（お伝付中臈）：岩橋道子
- 草庵（医者）：山田明郷（第2・6 - 最終話）
- 阿久里（安子の母）：萬田久子★（第1話）
- 牧野成住（安子の元夫）：田辺誠一（第1 - 3・9・最終話）
- 牧野成貞（綱吉側用人、安子の父）：平泉成★（第1・3・5・7話）
- 柳沢吉里（吉保の子）：野間斗晴（第8話）→佐藤涼平（第9・最終話）
- 隆光（僧侶）：火野正平★（第1・3・6 - 8・最終話）
- 小谷権太郎（お伝の兄）：木下ほうか★（第4話）
- 曲芸師：海老一染之助（第5話）
- 清閑寺大納言（大典侍の父）：二瓶鮫一（第6話）
- 菊江（安子付部屋方）：遊井亮子（第7話）
- 徳松（綱吉の子）：加藤翼（第1 - 5話）→吉川史樹（第6・7話）
- 鶴姫（綱吉の娘）：梅原真子
- 徳川家宣（綱吉の甥、第6代将軍）：柴田善行（最終話）
- 徳川光圀（水戸藩主）：大杉漣（第7・8話）

スペシャル版
- 里久（保明の恋人・舘林藩邸女中のちの綱吉側室）：内山理名（二役）
- 柳沢保明（のちの柳沢吉保）：北村一輝
- おとみ（お伝と対決する舘林藩邸女中）：佐藤仁美
- お葛（舘林藩邸女中）：鷲尾真知子
- お美代（〃）：山口香緒里
- お秀（〃）：久保田磨希
- 信乃（里久の母）：朝加真由美
- 小谷権兵衛（お伝の父）：笹野高史
- 奥平（舘林藩邸家来・桂昌院付）：徳井優
- 内藤若狭守（老中）：藤田宗久
- 堀田正俊（老中）：本田博太郎
- 館林藩邸女中・信子付：佐藤友紀
- 徳川家綱（家光長男・第4代将軍・綱吉の兄）：清家三彦
- 滝川（桂昌院付女中）：鈴川法子

### スタッフ（2005年版）
- 企画 - 保原賢一郎
- 脚本 - 浅野妙子、尾崎将也
- 音楽 - 石田勝範
- 主題歌 - 東京事変「修羅場」（東芝EMI）
- 演出 - 林徹、葉山浩樹、川村泰祐
- プロデュース - 林徹、手塚治、樋口徹、金丸哲也
- 製作 - フジテレビ、東映[7]

### 放送日程

#### 連続ドラマ（2005年版）
- 初回と最終回は15分拡大。

| 第1話                                                      | 10月13日 | 修羅場 | 14.5% |
| 第2話                                                      | 10月20日 | 伏魔殿 | 18.0% |
| 第3話                                                      | 10月27日 | 仇の子 | 14.5% |
| 第4話                                                      | 11月03日 | 疫病神 | 15.5% |
| 第5話                                                      | 11月10日 | 逆襲   | 17.0% |
| 第6話                                                      | 11月17日 | 殺意   | 16.2% |
| 第7話                                                      | 12月01日 | 真の敵 | 14.6% |
| 第8話                                                      | 12月08日 | お犬様 | 15.4% |
| 第9話                                                      | 12月15日 | 遺言   | 16.0% |
| 最終話                                                     | 12月22日 | 乱心   | 15.0% |
| 平均視聴率 15.6%（視聴率は関東地区・ビデオリサーチ社調べ） |          |        |       |

#### スペシャル（2005年版）
| 放送日   | サブタイトル | 脚本     | 演出 | 視聴率 |
| -------- | ------------ | -------- | ---- | ------ |
| 12月30日 | 悲恋の果てに | 浅野妙子 | 林徹 | 12.5%  |

## 大奥（2006年映画版）
前シリーズ『華の乱』終了から約半年後に、7代将軍家継の時代にあったとされる「絵島生島事件」をモチーフとした映画を東映が製作。2006年12月23日に公開された。主演には仲間由紀恵、高島礼子、井川遥、浅野ゆう子、松下由樹他。

### 大奥スペシャル〜もうひとつの物語〜
2006年12月29日に深田恭子主演で「大奥おんな祭り」として「金曜プレステージ」にて放送された。映画版『大奥』の約3年前の時代（宝永7年）を描く。当初は「大奥エピソード0」というタイトルで発表されていたが、第一章が時系列的に最も古い話となっている以上、「エピソード0」というタイトルでは時代設定が矛盾するためか、現在のタイトルへ変更されている。視聴率15.2%。

### あらすじ

#### キャスト（大奥スペシャル）
- おまん（三枝ゆき）（奥女中、滝川付部屋子）・ナレーション：深田恭子[3]
- おしの（奥女中のちの家宣側室）：貫地谷しほり[3]
- 伸吉（河合弥七）（奥女中の用足しをする下男）：吉沢悠[3]
- 葛岡（おまんの指導係）：鷲尾真知子[3]
- 吉野（〃）：山口香緒里
- 浦尾（〃）：久保田磨希
- 松ヶ枝（滝川付中臈）：小松みゆき
- 桜井（奥女中、おまんをいじめる役）：岩倉沙織
- 梅川（〃）：眞野裕子
- 菊山（〃）：上田こずえ
- お坊主：かとうあつき
- 吉之助（おまんの幼なじみ）：高岡蒼甫
- お清（伸吉の母）：田根楽子
- 懐月堂安度（浮世絵師）：谷原章介
- おまんの母：黒田福美
- 家老：山崎銀之丞
- 新人女中（後の部屋子）：星野真里
- 吉之助の妻：永田沙紀
- 細井（奥女中）：中谷祐香
- 御台所・熙子（家宣正室、のちの天英院）：高島礼子[3]
- お喜世の方（家宣側室、将軍生母、のちの月光院）：井川遥
- お古牟の方（家宣側室、のちの法心院）：木村多江
- お須免の方（家宣側室、のちの蓮浄院）：松下由樹
- 滝川（大奥総取締）：浅野ゆう子

#### スタッフ（大奥スペシャル）
- 脚本 - 尾崎将也
- 音楽 - 石田勝範
- 演出 - 葉山浩樹
- プロデューサー - 手塚治、保原賢一郎

## 2016年版『大奥』「第一部〜最凶の女〜」/「第二部〜悲劇の姉妹〜」
二部構成で、2016年1月22日に「第一部〜最凶の女〜」、1月29日に「第二部〜悲劇の姉妹〜」が「金曜プレミアム」枠で放送。主演の沢尻エリカは、江戸幕府の第十一代将軍・徳川家斉の側室であるお美代（実在の人物である専行院）と梅（架空）の二役を演じる。

### キャスト（2016年版）

#### 第一部
- お美代（家斉側室）：沢尻エリカ
- 徳川家斉（第11代将軍）：成宮寛貴[9]
- お志摩（中臈）：渡辺麻友（AKB48）[10]
- 中野清茂（お美代の養父）：板尾創路[11]
- 葛岡（御祐筆）：鷲尾真知子　※語り兼任
- 吉野（大奥女中）：山口香緒里
- 浦尾（大奥女中）：久保田磨希
- 寔子（徳川家斉御台所）：光浦靖子[11]
- 日啓（お美代の養父・智泉院住職）：田中要次
- 脇坂淡路守（寺社奉行）：浜田学
- お楽（徳川家斉側室）：浅井江理名
- 日遠（智泉院住職）：金子昇
- 日高（お美代付中臈）：小松みゆき
- 徳川家治（第10代将軍）：峰蘭太郎
- 田沼意次（老中）：青野敏行
- 徳川家基（家治の息子）：鮎川太陽
- 一橋治済（家斉の父）：福本清三
- 大崎局（大奥総取締）：浅野ゆう子[9]

#### 第二部
- 梅（家斉側室）：沢尻エリカ
- 歌（梅の妹→家斉側室）：蓮佛美沙子[9]
- 中野清茂（幕閣）：板尾創路
- 寔子（御台所）：光浦靖子
- 酒井忠康（梅と歌の父）：温水洋一
- 大月兵吾（酒井家厩番）：渡部秀
- 葛岡（御祐筆）：鷲尾真知子 ※語り兼任
- 吉野（大奥女中）：山口香緒里
- 浦尾（大奥女中）：久保田磨希
- 吉田源一郎（梅の幼馴染）：久保田秀敏
- 千代（酒井家女中）：鈴川法子
- 松風（梅付中臈）：かとうあつき
- 相模（家斉付中臈）：岩橋道子
- 徳川家治（第10代将軍）：峰蘭太郎
- 徳川家基（家治の息子）：鮎川太陽
- お加津（大奥女中）：北ひとみ
- かよ（大奥女中）：周防ゆう
- 御典医：堺新次
- 歌付中臈：吉川依吹
- 少女時代の梅：守殿愛生
- 少女時代の歌：かわさき鈴乃
- 徳川家斉（第11代将軍）：成宮寛貴
- 大崎局（大奥総取締）：浅野ゆう子

### スタッフ（2016年版）
- 脚本 - 浅野妙子
- 音楽 - 石田勝範
- 主題歌 - BoA「Make Me Complete」[12]
- 特殊メイク - 江川悦子
- VFX - キルアフィルム
- 衣装協力 - 山口美術織物
- 監督・プロデュース - 林徹
- プロデュース（東映） - 金丸哲也、小柳憲子
- 制作 - フジテレビ、東映[13]

### 短編アニメ
『小奥』（こおく）は、ドラマ公式サイトで配信のPR用(?)短編アニメ。全3話。
- 脚本・作画・声・編集 - 谷口崇
- 制作 - フジテレビ、ILCA
  - 第1話 - 2015年12月3日配信
  - 第2話 - 2015年12月14日配信
  - 第3話 - 2015年12月25日配信

## 2019年版『大奥 最終章』
2019年3月25日に放送。フジテレビの開局60周年特別企画。「大奥」シリーズ完結編となる本作では、徳川第8代将軍・徳川吉宗が“暴れん坊将軍”として名を馳せていた時代を舞台に、吉宗を精神的に支え続けた木村文乃が演じる側室・久免の半生が描かれる。

### キャスト（2019年版）
- 久免（吉宗側室）：木村文乃
- 徳川吉宗（第8代将軍）：大沢たかお
- 月光院（第7代将軍生母・家宣側室）：小池栄子[15]
- 竹姫（第5代将軍養女）：浜辺美波[15]
- 高瀬（大奥総取締）：南野陽子[15]
- 多喜（中臈→吉宗側室）：岸井ゆきの[15]
- 葛岡（御客応答）：鷲尾真知子
- 吉野（御次頭）：山口香緒里
- 浦尾（御次）：久保田磨希
- 飛鳥井（中臈）：かとうあつき
- 藤波（中臈）：小松みゆき[16]
- 政岡（中臈）：岩橋道子
- 御典医：山田明郷
- 松が枝（高瀬付部屋子）：白石糸[17]
- 徳川継友（尾張藩主）：山口翔悟[18]
- 徳川吉通（先代尾張藩主）：本宮泰風
- 間部詮房（側用人）：谷原章介[19]
- 榊原伊豆守盛保（老中）：本田博太郎
- 徳川綱條（水戸藩主）：金田明夫
- 紅葉（中臈）：山村紅葉
- 加納久通（御用取次）：竹中直人[19]
- 徳川家宣（第6代将軍）：木下ほうか[19]
- 大岡忠相（南町奉行与力）：葛山信吾[19]
- 徳川宗春（尾張藩主）：北村一輝[19]
- 千代（中臈）：滝裕可里[20]
- 奥女中：宮澤智[21]、三上真奈[21]、新美有加[21]、久慈暁子[21]
- 万里小路良子（天英院の伯母）：浅野ゆう子[19]
- 浄円院（吉宗生母）：松坂慶子[15]
- 天英院（家宣正室・大御台所）：鈴木保奈美[15]

### スタッフ（2019年版）
- 企画 - 保原賢一郎、塚田英明
- 脚本 - 浅野妙子
- 主題歌 - Roys「I Say A Little Prayer」[15]
- 演出 - 林徹
- ナレーション：仲間由紀恵[22]
- プロデュース - 高田雄貴、大森敬仁、大西文二
- 制作 - フジテレビ、東映[1]

## 2024年版
2024年1月18日から3月28日まで「木曜劇場」枠で放送された。平成時代に製作されたフジテレビと東映の共同製作による『大奥』シリーズは完結しているが、本作は2005年版以来19年ぶりの連続ドラマ形式で「令和版」として新たに製作される作品となる。小芝風花がフジテレビが直接製作するドラマでは初めて主演を担当。本作品も東映が全面的に製作をバックアップし、フジの大奥シリーズとしては初めて全編が京都ロケで撮影される。
十代将軍・徳川家治の治世を舞台とし、家治と政略結婚した皇族の娘・五十宮倫子が女たちの愛憎渦巻く大奥で生き抜いていく物語が描かれる。
3月28日の最終話放送後よりFODにて宮舘涼太主演のスピンオフドラマ「大奥〜定信の恋〜」を配信。

### キャスト（2024年版）
- 五十宮倫子（御台所）：小芝風花（幼少期：安齋吏都[26]）
- 徳川家治（第10代将軍）：亀梨和也[27]（幼少期：周郷一颯[28]、吉田遥[29][注 1]〈第10話〉）
- お品（倫子付女中→家治側室）：西野七瀬[30]（幼少期：大門杏咲[31]）
- お知保（松島付中臈→家治側室）：森川葵[32]
- 高岳（御年寄）：田中道子[33]
- 猿吉 / 彦兵衛（五菜）：本多力[33]（第1 - 10話）
- 松平定信（家治の従弟）：宮舘涼太[24]（幼少期：小谷興会[34]）
- お幸（家重側室・家治生母）：紺野まひる[33]（第3・4・10話）
- 久我信通（倫子の幼馴染）：鈴木仁[33]（第1・2・5話）
- 葉山貞之助（大奥料理役人）：小関裕太[35]（第2 - 8話）
- お平（御次）：小林きな子[36]
- お玲（表使）：ハシヤスメ・アツコ[36]（第1 - 9・最終話）
- 夜霧（高岳付中臈）：井本彩花[33]
- 朝霧（高岳付中年寄）：華耀きらり[37]
- 松平武元（老中）：橋本じゅん[38]（第1 - 5・8・最終話）
- 昭島（御祐筆）：山村紅葉[36]（第1 - 9・最終話）
- 徳川吉宗（第8代将軍・家治の祖父）：伊武雅刀[39]（第2・3・8話）
- 徳川家重（第9代将軍・家治の父）：高橋克典[39]（第1・3・10話）
- 平賀源内：味方良介[35]（第4・5・9・最終話）
- 桜田真太郎（歌舞伎役者・牢の男）：猪塚健太[40]（第1 - 4・6・7・10話）
- 堀田正亮（老中）：永山たかし[41]（第1話）
- きぬ：中村里帆[42]（第1話）
- 高覚：土井悠[43]（第1・2話）
- 門番：野田晋市（第1・2・9話）
- お匙：峰蘭太郎[44]（第1・7・9話）
- 幕臣：柴田善行[45]（第1・6・10・最終話）
- お菊（御小姓）：ゆいかれん[46]（第2 - 4・6 - 9話）
- 店主：白井哲也[47]（第2話）
- 御三の間：大石彩未[48]（第2話）
- 奥田隆盛（御台所頭）：や乃えいじ[49]（第3話）
- お加代（お知保の妹）：芹沢凜[50]（第3話）
- 女の子（貧民窟）：伴心菜[51]（第4話）
- 男（田沼意次の手下）：本山力[52]（第4・7・8話）
- 通詞（ティチングの通訳）：いわすとおる[53]（第4・5話）
- お梅（倫子の付き人）：小南満佑子[54]（第6・7話）
- 産婆：星野美恵子[55]（第6話 - 第8話）
- 竹千代→徳川家基（家治とお知保の子）：黒瀬逸斗[56]（第7話）→ 谷昴[57]（第8・9話）
- お凜（御台様付の部屋子）：青羽里奈[58]（第8 - 最終話）
- 中臈（お品付き）：竹崎綾華[59]（第8・9話）
- 貞次郎→豊千代→徳川家斉（家治とお品の子）：市田理葉[60]（第8 - 10話）→ 鈴木福[61]（最終話）
- 女中：秦穂香[62]（第9話）
- 市村幸治郎（歌舞伎役者・桜田とお幸の息子）：亀梨和也[63]（第10話）※二役
- お亀（田沼意次の妻）：折目真穂[64]（第10・最終話[注 2]）
- 御年寄：鈴川法子[65]（第10話）
- 同心：森乃阿久太[65]（第10話）
- 岡っ引き：櫻井忍[65]（第10話）
- 御匙：堀内正美（最終話）
- 田沼意知（田沼意次の息子）：佐々木誠（最終話）
- 万寿姫（家治と倫子の次女）：綾子佳純[66]（最終話）
- 浅光院（寺の尼僧）：浅野ゆう子（特別出演）[67]（最終話）
- 田安宗武（家重の弟・定信の父）：陣内孝則（特別出演）[39]（第1 - 4・6話）
- 松島の局（大奥総取締・御年寄）：栗山千明[68]
- 田沼意次（家治側用人→老中首座）：安田顕[69]

### スタッフ（2024年版）
- 企画 - 安永英樹[70]
- 脚本 - 大北はるか[70]
- 音楽 - 桶狭間ありさ[33]
- ナレーション - 浅野ゆう子[71]
- 演出 - 兼﨑涼介[70]、林徹[70]、二宮崇[70]、柏木宏紀[70]
- プロデュース - 和佐野健一[70]、清家優輝[70]、出井龍之介[70]、庄島智之[70]
- 制作協力 - ファインエンターテインメント
- 制作著作 - フジテレビジョン、東映

### 放送日程（2024年版）
| 各話                                                                        | 放送日  | サブタイトル                                  | 監督     | 視聴率 |
| --------------------------------------------------------------------------- | ------- | --------------------------------------------- | -------- | ------ |
| 第1話                                                                       | 1月18日 | 愛のない結婚…咲くのは恋か、裏切りか           | 兼﨑涼介 | 6.7%   |
| 第2話                                                                       | 1月25日 | 仕掛けられた罠―そして側室を巡る争いが始まる…  | 兼﨑涼介 | 4.7%   |
| 第3話                                                                       | 2月01日 | 側室の座は…近づく倫子と家治に衝撃の事態が     | 兼﨑涼介 | 5.0%   |
| 第4話                                                                       | 2月08日 | 正室vs側室 家治の秘密と定信の秘められた恋     | 林徹     | 4.6%   |
| 第5話                                                                       | 2月15日 | 運命の再会…城を出るか!?禁断の恋に揺れる倫子   | 林徹     | 4.2%   |
| 第6話                                                                       | 2月22日 | 第二章開幕!側室に子が誕生…激化する世継ぎ争い  | 二宮崇   | 4.2%   |
| 第7話                                                                       | 2月29日 | 禁断の恋の代償は倫子への裏切り!黒幕・定信動く | 二宮崇   | 4.5%   |
| 第8話                                                                       | 3月07日 | 母たちの野心、迫る魔の手…次の将軍は誰の子に!? | 柏木宏紀 | 4.5%   |
| 第9話                                                                       | 3月14日 | 狙われた命!松平定信の恋と罪                   | 柏木宏紀 | 5.0%   |
| 第10話                                                                      | 3月21日 | 家治VS定信!愛と権力を巡る最期の闘い           | 兼﨑涼介 | 3.7%   |
| 最終話                                                                      | 3月28日 | 大奥燃ゆ!…家治がついた最後の嘘                | 兼﨑涼介 | 5.4%   |
| 平均視聴率 4.8%（視聴率はビデオリサーチ調べ、関東地区・世帯・リアルタイム） |         |                                               |          |        |

- 初回は22時 - 23時9分の15分拡大放送。

### スピンオフドラマ
「大奥〜定信の恋〜」（おおおく さだのぶのこい）のタイトルで、3月28日の最終話放送後よりFODにて配信。主演は宮舘涼太。

#### キャスト
- 松平定信（家治の従弟）：宮舘涼太[25]

## 大奥（舞台版）
- 第1シリーズの舞台化作品が2007年9月 - 10月に明治座（東京都）などで舞台公演された。キャスティング・スタッフは2003年のテレビ版第1シリーズとほぼ同じ。2010年再演。
- 第2シリーズ『大奥〜第一章〜』の舞台化作品が2011年に舞台公演された。2012年・2013年再演。

## 大奥（ゲーム版）
フジテレビとディー・エヌ・エーが共同開発で「Mobage」において2011年4月14日からソーシャルゲームを提供した。現在はサービス終了。